# Peugeot 307
La Peugeot 307 è un'autovettura prodotta dalla casa automobilistica francese Peugeot a partire dal 2001 al 2009.

## Storia e profilo
Alcune delle linee che avrebbero caratterizzato la 307 vennero presentate al Salone dell'automobile di Parigi del 2000 nel prototipo Promethée, una sorta di monovolume dalla coda squadrata e dal frontale quasi uguale a quello della futura berlina di segmento C che avrebbe preso il posto della 306. La presentazione della vettura definitiva avvenne al Salone dell'automobile di Ginevra del 2001.

### Linea ed abitacolo
La 307 colpì fin dalla sua presentazione per l'impostazione della sua carrozzeria, non più bassa e filante come la 306, bensì sviluppata maggiormente in altezza per privilegiare il comfort interno e la praticità piuttosto che la sportività. Addirittura la 307, nel disegno della sua carrozzeria, sembrava orientarsi più verso un corpo vettura di tipo monovolume che a due volumi, andando a rivolgersi verso le famiglie e verso chi cercava un'auto non esageratamente grossa, ma comoda e pratica. Per questi motivi, nonostante la vettura fosse stata giudicata dalla critica una delle più belle della kermesse ginevrina, non mancarono i detrattori che rimpiangevano le più grintose linee della 306, specie nelle sue versioni più sportive. La particolarità dell'altezza superiore alla norma era presente in modo simile anche su un'altra auto dello stesso segmento lanciata sul mercato quasi contemporaneamente alla 307, ovvero la Fiat Stilo.
Il frontale, tipicamente Peugeot, era caratterizzato dal fari a goccia, con estremità appuntite in basso verso la calandra ed in alto verso i parafanghi anteriori. La calandra era tagliata in due da una barretta orizzontale. Il parabrezza era molto ampio, specie se si considerano l'elevato sviluppo in altezza della carrozzeria ed il fatto che il parabrezza stesso era alquanto inclinato per accrescere la luminosità interna. Semplice ed armoniosa la fiancata, con la linea di cintura alta che favoriva la sensazione di robustezza e modanatura laterale in plastica grezza. La coda, dall'andamento abbastanza verticale, era caratterizzata dai gruppi ottici di forma romboidale.
L'abitacolo era molto spazioso: la vettura, del resto, era stata pensata proprio in funzione del comfort e dell'abitabilità interna. Spiccava l'elevata qualità costruttiva, visibile nell'impeccabile assemblaggio. I disegni di plancia e cruscotto erano moderni per l'epoca ed assai riusciti. Sopra la consolle centrale era sistemato un display che oltre a fungere da computer di bordo forniva indicazioni relative all'impianto hi-fi ed alla temperatura esterna. Nella parte bassa della consolle era visibile un secondo schermo digitale. Il cruscotto, sovrastato dalla classica "palpebra", comprendeva tachimetro, contagiri, temperatura dell'acqua e livello carburante. La capienza del bagagliaio, dai 341 litri in configurazione normale, poteva passare a 1328 litri abbattendo lo schienale posteriore, che tra l'altro era frazionabile e consentiva quindi una modularità dello spazio interno.

### Struttura e meccanica
La 307 nasceva sul pianale della 306 opportunamente rivisto e modificato. Lo schema delle sospensioni prevedeva un avantreno di tipo MacPherson ed un retrotreno a ruote interconnesse, come nella 306, ma con aggiornamenti volti a privilegiare il comfort di marcia a scapito della sportività. Così, per esempio, le sospensioni posteriori montavano bracci longitudinali saldati, in luogo di quelli tirati del modello precedente. Ciò rendeva meno "nervoso" il comportamento della vettura, a tutto vantaggio di una migliore stabilità. Sempre in tema di stabilità, non vanno dimenticati gli aumenti di carreggiata su entrambi gli assi (circa 5 cm davanti e circa 7 cm dietro).
Lo sterzo era sempre a cremagliera, ma disponeva di un nuovo e più moderno servosterzo elettroidraulico in grado di variare la sua incidenza in funzione della velocità della vettura.
L'impianto frenante era interamente a dischi: quelli anteriori erano anche autoventilanti, mentre quelli posteriori erano pieni. Il tutto era integrato e coadiuvato dai dispositivi elettronici più moderni esistenti all'epoca, come l'ABS a 4 sensori, l'assistenza alla frenata di emergenza ed il ripartitore elettronico di frenata.
La struttura era stata progettata per assicurare la massima sicurezza passiva in caso d'urto. Per ottenere ciò, sono stati impiegati speciali acciai, anche se in realtà i test EuroNCAP hanno alla fine portato a 4 stelle di valutazione su 5.

### Motorizzazioni
Al suo debutto, la 307 è stata proposta sia a 3 che a 5 porte, ed in una gamma decisamente numerosa di motorizzazioni, sia a benzina che a gasolio, tutte rispettose della normativa Euro 3:
- 1.4: monoalbero da 1360 cm³ e da 75 CV;
- 1.6 16v: bialbero da 1587 cm³ e da 110 CV;
- 2.0 16v: bialbero da 1997 cm³ e da 136 CV;
- 1.4 HDI: motore turbodiesel common rail da 1398 cm³ e 68 CV;
- 2.0 HDi: motore turbodiesel common rail da 1997 cm³ e 90 CV.

Tutte le motorizzazioni erano accoppiate ad un cambio manuale a 5 marce, ma fin dal debutto, il cliente poteva richiedere anche un cambio automatico a 4 rapporti, abbinato solo ai motori 1.6 e 2.0 a benzina, con sovrapprezzo di circa un migliaio di Euro.

### Evoluzione

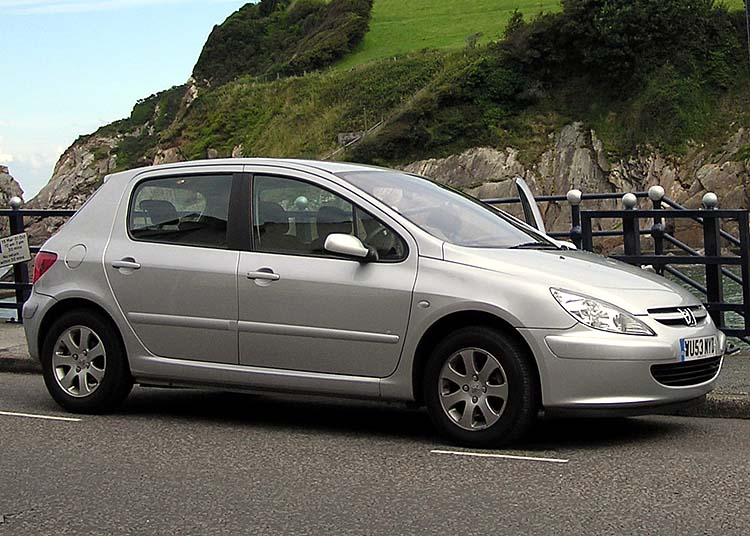
Una 307 pre-restyling

La commercializzazione della 307 è cominciata nella prima metà del 2001 con la berlina a 3 e 5 porte e la versione furgone. Gli allestimenti erano quattro:
- XR (a 3 o a 5 porte): allestimento base abbinabile a tutti i motori tranne che al 2 litri 16v a benzina;
- XS (a 3 o a 5 porte): allestimento sportiveggiante abbinabile a tutti i motori tranne che ai 1.4 benzina e diesel;
- XSI (a 3 o a 5 porte): allestimento sportiveggiante abbinabile unicamente ai motori 1.6 e 2.0 a benzina;
- XT (solo a 5 porte): allestimento ricco votato al comfort ed abbinabile a tutti i motori tranne che ai 1.4 benzina e diesel.

La 307 cominciò molto bene la sua carriera: da un lato l'ampia gamma consentì alla clientela di poter soddisfare molte esigenze per ogni tasca, ma non solo: le sue caratteristiche le valsero il titolo di Auto dell'anno nel 2002.
I buoni risultati iniziali gettarono le basi per l'allargamento della gamma: già entro la fine del 2001 venne proposta anche una motorizzazione 2.0 HDi da 107 CV (disponibile negli allestimenti XS, XSI e XT) e a metà dell'anno seguente fu posta in commercio la versione familiare, in due varianti: la Station, più povera e meno accessoriata, e la SW, più ricca e completa.
Nel 2003 è arrivata la 307 CC (coupé-cabriolet), una decappottabile con tetto in lamiera e quattro posti. Questa è stata la versione che ha dato una ventata di sportività alla gamma 307, non solo per il suo particolare corpo vettura, ma anche per l'impiego della 307 CC nel Campionato Mondiale Rally, in sostituzione della 206 WRC, anche se non ha ottenuto i suoi stessi successi. La CC è arrivata in Italia nel gennaio 2004. Sempre all'inizio dello stesso anno, la gamma motori si ampliò con l'arrivo di un 2 litri turbodiesel common rail da 136 CV, che sarà l'unico nella gamma a montare un cambio manuale a 6 marce. Ed ancora nel 2003, per i soli mercati della Cina e del Sudafrica, fu posta in commercio la 307 con carrozzeria a 3 volumi, che rimarrà in produzione fino all'inizio del 2010, per essere poi sostituita dalla Peugeot 408.

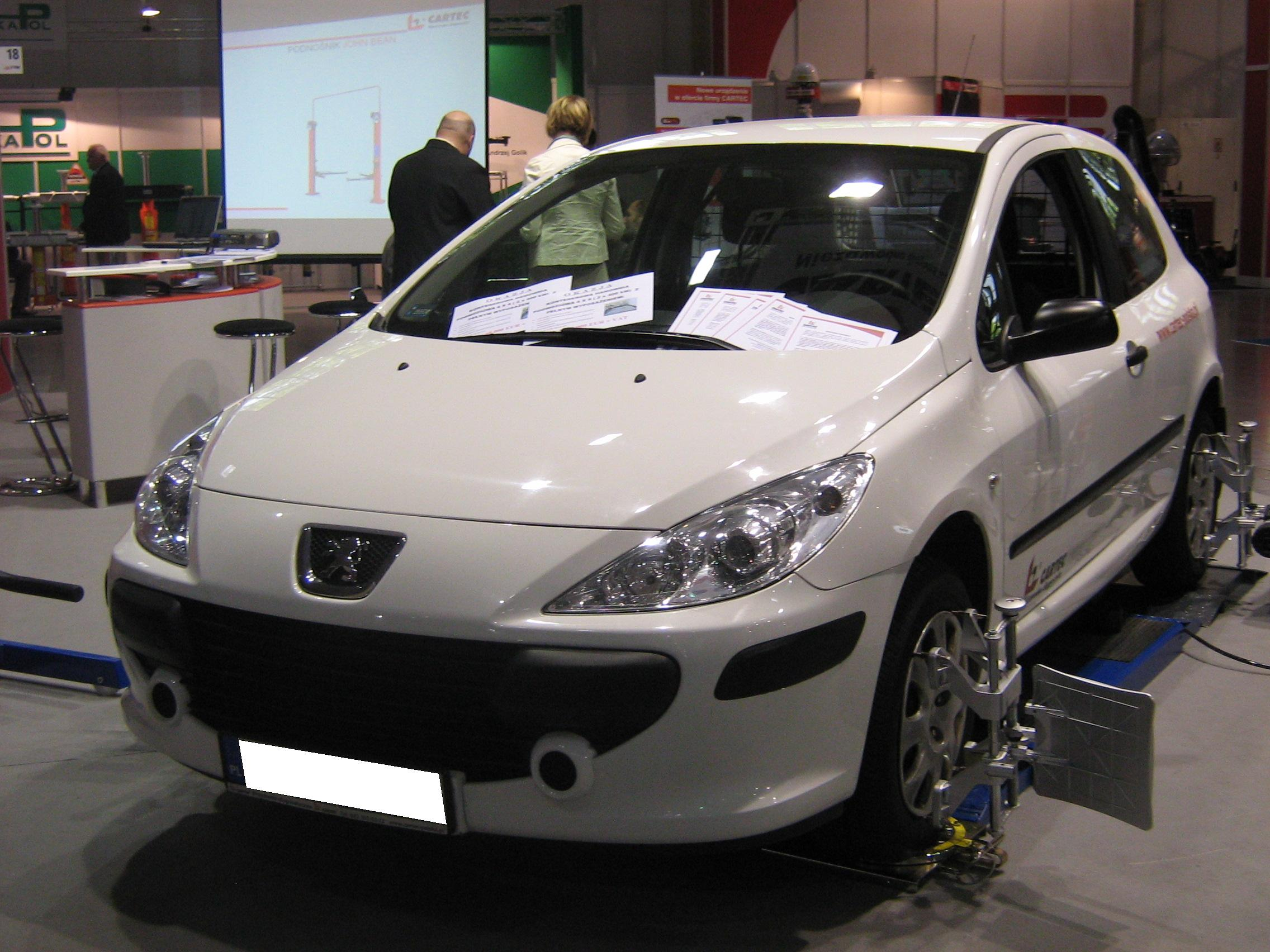
Una 307 post-restyling

Nel settembre del 2005 subisce il rituale restyling di mezza età: esternamente piuttosto marcato, prevedeva un nuovo frontale con gruppi ottici ridisegnati, più allungati, affilati ed aggressivi, con una "bocca" paraurti assai più grande e grintosa, dotata anche di nuovi fendinebbia circolari. Anche la dotazione si arricchì: divenne infatti possibile averla aggiornata con il kit vivavoce bluetooth ed il climatizzatore automatico bi-zona.
Meccanicamente, le novità salienti stavano nel 2 litri turbodiesel da 136 CV, ora portato a 140, e nel nuovo 1.6 HDi, disponibile con potenze da 90 o da 109 CV, che andava a sostituire i due motori da 2 litri di analoghe prestazioni. In più, mentre il 1.4 HDi sparì dal listino, il 2 litri a benzina da 177 CV, prima previsto solo sulla CC, divenne disponibile anche per le versioni berlina, mentre il 1.4 monoalbero a benzina lasciò il posto al 1.4 bialbero da 88 CV. Tutti i motori, inoltre, vennero aggiornati per rispettare la normativa Euro 4. Tuttavia l'arrivo di concorrenti sempre più agguerrite ha avuto la meglio: il 2006 è stato un anno deludente nelle vendite per la 307. Pertanto, il 22 settembre 2007 è stata lanciata la sua erede, la Peugeot 308, che l'ha sostituita gradualmente, a partire dalla versione 5 porte. Al debutto della 308, la 307 fu offerta con una gamma molto più ristretta, comprendente una motorizzazione 1.4 a benzina ed una 1.6 HDi common rail. La 3 porte e le due versioni station wagon sono state rimpiazzate dalle corrispondenti versioni della 308 nella primavera del 2008, mentre l'ultima versione della 307 a rimanere in listino è stata la CC, fuori produzione a partire dalla primavera 2009 per fare posto alla nuova 308 CC.

#### La 307 SW e la 307 Station

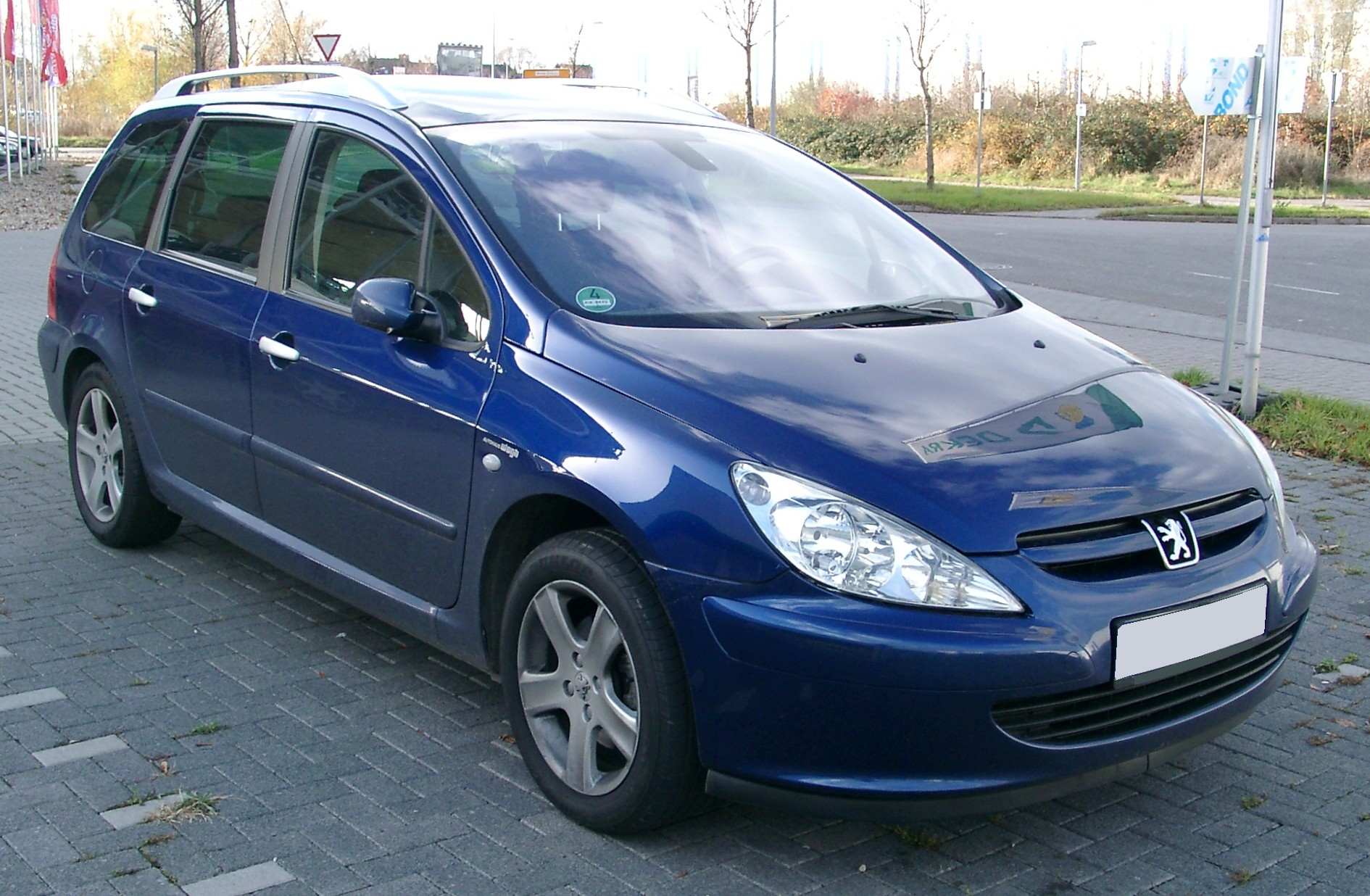
Una 307 SW pre-restyling

Introdotta nella primavera del 2002, la versione giardinetta andò a sostituire la 306 SW. Se la versione berlina poteva già sembrare orientata verso un concetto misto di berlina-monovolume, la versione "da grandi carichi" enfatizzò ulteriormente questo aspetto: in un mercato che si stava espandendo nel settore delle monovolume medie, la Casa francese scelse invece di non averne una in listino, poiché ritenne che tale compito poteva essere svolto egregiamente dalla 307 SW. Ma parlare di una giardinetta non è del tutto esatto, e neppure di una familiare-monovolume, perché in realtà vi sono state due varianti, diverse tra loro per equipaggiamento e ricchezza di allestimenti. Una era la SW vera e propria, ricca e completa anche di un inedito tetto panoramico in cristallo, mentre l'altra, denominata semplicemente Station, era più semplificata negli allestimenti e più economica come listino.
Fino alla sommità del parabrezza, queste due varianti erano identiche alla berlina: proseguendo, invece, si avevano le barre portatutto sul tetto ed infine la parte posteriore, ridisegnata in funzione di una ben maggiore capacità di carico. Nuovi i gruppi ottici posteriori di forma simil-trapezoidale con i proiettori circolari e sviluppati in altezza.
Le 307 SW e Station nascevano sul pianale allungato di 10 cm nella misura del passo per aumentare lo spazio a disposizione dei passeggeri, specie quelli posteriori. La versione SW si distingueva dalla Station anche per il fatto di poter disporre a richiesta di una terza fila di sedili, sistemata posteriormente e frontemarcia, così da raggiungere un'abitabilità per sette persone. In tale configurazione si avevano a disposizione solo 137 litri di capienza per il vano bagagli, che però potevano salire a 1539 abbattendo tutti i sedili tranne i due anteriori.
La gamma motorizzazioni era differente tra SW e Station: mentre quest'ultima riprendeva tutti i motori della berlina, la SW non era disponibile con i 1.4 a benzina e a gasolio. Le altre novità motoristiche che interessarono la berlina divennero tutte disponibili anche per le versioni giardinetta. Unica eccezione fu il 2 litri a benzina da 177 CV, mai proposto su queste versioni.
La carriera dei modelli familiare si concluse nel 2008 con l'arrivo della 308 SW.

#### La 307 CC

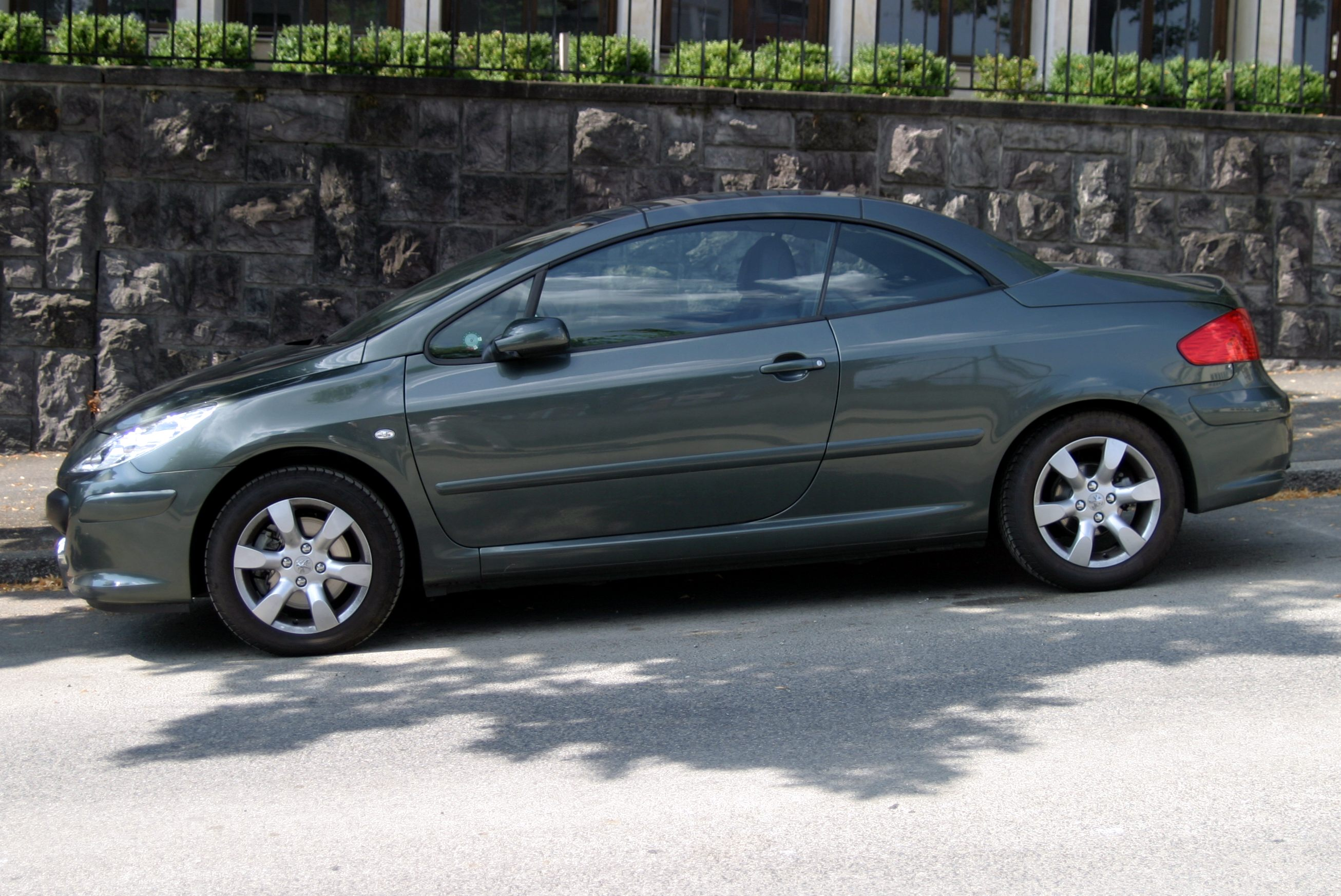
Una 307 CC

Introdotta tra la fine del 2003 e l'inizio del 2004, la 307 CC andò a sostituire la 306 Cabriolet con capote in tela, e lo fece proponendo quanto già visto due anni e mezzo prima sulla 206 CC, vale a dire un tetto ripiegabile in lamiera con azionamento elettroidraulico. Ciò consentiva alla vettura di passare comodamente dalla configurazione coupé alla configurazione cabriolet in pochi secondi.
In configurazione chiusa, appariva come una coupé a tre volumi, dalla linea particolare: la parentela con la berlina portava la CC ad avere un muso piuttosto corto e spiovente, dando alla vettura un effetto che poteva non incontrare i gusti del pubblico. La coda era la parte stilisticamente più inedita, poiché proponeva gruppi ottici triangolari a sviluppo orizzontale, simili a quelli proposti per l'ammiraglia 607, ma meno affusolati. Essi integravano anche la tecnologia a LED che garantiva maggior durata. Sulla sommità della coda un piccolissimo spoiler appena accennato rendeva più dinamico il profilo.
Lo spazio interno non era ovviamente lo stesso della berlina: il vano bagagli, già di per sé penalizzato dall'assenza di un portellone con cappelliera, diventava ancor meno capiente se si considerava la presenza di un alloggiamento per il tetto ripiegato, che di fatto sottraeva ulteriore spazio.
Inizialmente è stata proposta in tre motorizzazioni:
- 1.6 16v: 1587 cm³ da 110 CV;
- 2.0 16v: 1997 cm³ da 136 CV e da 177 CV.
- 2.0 HDi 16v (non per l'Italia): 1997 cm³ turbodiesel common rail da 136 CV.

Usando come base la 307 CC il designer svizzero Franco Sbarro, in collaborazione con gli studenti della scuola di design Espera, realizzò una propria versione del mezzo. Denominato GPA, implementava un nuovo tetto panoramico retrattile, un nuovo body kit aerodinamico, nuove componenti della carrozzeria realizzate in carbonio per contenere il peso complessivo della vettura, un nuovo sistema di scarico sportivo Remus e nuovi cerchi sportivi OZ Superturismo da 18".
Il restyling del settembre 2005 ha portato novità estetiche analoghe a quelle delle versioni berlina e SW/Station. Anche la CC beneficiò quindi dei gruppi ottici anteriori più allungati ed aggressivi. Meccanicamente, il 2 litri a gasolio fu proposto anche per il listino italiano, ma con potenza portata a 140 CV.
La 307 CC fu tolta di produzione nella primavera del 2009 per essere sostituita dalla corrispondente versione scoperta della 308.

## Riepilogo caratteristiche
Di seguito vengono mostrate le caratteristiche delle varie versioni previste per la gamma 307. I prezzi, espressi in Euro, fanno riferimento al periodo del debutto in Italia e al livello di allestimento più economico.

### Berlina 3/5 porte
| Modello            | Motore   | Cilindrata cm³ | Potenza CV/rpm | Coppia Nm/rpm | Cambio/ n° marce | Massa a vuoto (kg) | Velocità max | Acceler. 0–100 km/h | Consumo (l/100 km) | Emissioni CO2 (g/km) | Anni di produzione | Prezzo al debutto in Euro |
| Versioni a benzina |          |                |                |               |                  |                    |              |                     |                    |                      |                    |                           |
| 307 1.4i           | TU3JP    | 1360           | 75/5500        | 111/3400      | M/5              | 1.142              | 167          | 15"2                | 6.8                | -                    | 2001-05            | 13.841                    |
| 307 1.4 16v        | ET3      | 1360           | 88/5250        | 133/3250      | M/5              | 1.158              | 172          | 14"2                | 6.5                | 155                  | 2005-07            | 14.601                    |
| 307 1.6 16v        | TU5JP4   | 1587           | 110/5750       | 147/4000      | M/5              | 1.176              | 190          | 11"6                | 7.2                | 174                  | 2001-07            | 14.615                    |
| 307 2.0 16v        | EW10J4   | 1997           | 136/6000       | 190/4100      | M/5              | 1.202              | 205          | 9"8                 | 7.9                | -                    | 2001-05            | 17.456                    |
| 307 2.0 16v        | EW10A    | 1997           | 140/6000       | 200/4000      | M/5              | 1.243              | 205          | 9"8                 | 7.7                | 184                  | 2005-07            | 20.601                    |
| 307 2.0 16v Féline | EW10J4S  | 1997           | 177/7000       | 202/4750      | M/5              | 1.286              | 221          | 8"8                 | 8.4                | 200                  | 2005-06            | 26.101                    |
| Versioni diesel    |          |                |                |               |                  |                    |              |                     |                    |                      |                    |                           |
| 307 1.4 HDi        | DV4TD    | 1398           | 68/4000        | 150/1750      | M/5              | 1.254              | 161          | 17"                 | 4.7                | -                    | 2001-05            | 15.338                    |
| 307 1.6 HDi        | DV6ATED4 | 1560           | 90/4000        | 215/1750      | M/5              | 1.214              | 179          | 13"9                | 4.9                | 129                  | 2005-07            | 16.501                    |
| 307 1.6 HDi        | DV6TED4  | 1560           | 109/4000       | 240/1750      | M/5              | 1.243              | 188          | 12"3                | 4.9                | 129                  | 2005-07            | 18.701                    |
| 307 2.0 HDi        | DW10A    | 1997           | 90/4000        | 205/1900      | M/5              | 1.243              | 179          | 13"6                | 5.3                | -                    | 2001-05            | 16.371                    |
| 307 2.0 HDi        | DW10ATED | 1997           | 107/4000       | 250/1750      | M/5              | 1.354              | 191          | 12"7                | 5.3                | -                    | 2001-05            | 19.600                    |
| 307 2.0 HDi 16v    | DW10TED4 | 1997           | 136/4000       | 320/2000      | M/6              | 1.346              | 202          | 11"                 | 5.4                | 142                  | 2004-07            | 20.930                    |

### Familiare
| Modello            | Versione  | Motore   | Cilindrata cm³ | Potenza CV/rpm | Coppia Nm/rpm | Cambio/ n° marce | Massa a vuoto (kg) | Velocità max | Acceler. 0–100 km/h | Consumo (l/100 km) | Emissioni CO2 (g/km) | Anni di produzione | Prezzo al debutto in Euro |
| Versioni a benzina |           |          |                |                |               |                  |                    |              |                     |                    |                      |                    |                           |
| 307 1.4i           | Familiare | TU3JP    | 1360           | 75/5500        | 111/3400      | M/5              | 1.217              | 160          | 16"8                | 6.9                | -                    | 2002-05            | 14.840                    |
| 307 1.4 16v        | Familiare | ET3      | 1360           | 88/5250        | 133/3250      | M/5              | 1.255              | 170          | 13"5                | 6.7                | 159                  | 2005-08            | 15.501                    |
| 307 1.6 16v        | Familiare | TU5JP4   | 1587           | 110/5750       | 147/4000      | M/5              | 1.255              | 182          | 11"4                | 7.7                | 178                  | 2002-08            | 15.800                    |
| 307 1.6 16v        | Familiare | TU5JP4   | 1587           | 110/5750       | 147/4000      | M/5              | 1.324              | 182          | 12"8                | 7.7                | 178                  | 2002-08            | 18.290                    |
| 307 2.0 16v        | Familiare | EW10J4   | 1997           | 136/6000       | 190/4100      | M/5              | 1.295              | 200          | 10"2                | 8.4                | -                    | 2002-05            | 18.650                    |
| 307 2.0 16v        | Familiare | EW10J4   | 1997           | 136/6000       | 190/4100      | M/5              | 1.355              | 200          | 9"5                 | 8.4                | -                    | 2002-05            | 19.790                    |
| 307 2.0 16v        | Familiare | EW10A    | 1997           | 140/6000       | 200/4000      | M/5              | 1.391              | 200          | 10"7                | 7.9                | 188                  | 2005-08            | 22.001                    |
| Versioni diesel    |           |          |                |                |               |                  |                    |              |                     |                    |                      |                    |                           |
| 307 1.4 HDi        | Familiare | DV4TD    | 1398           | 68/4000        | 150/1750      | M/5              | 1.257              | 157          | 18"5                | 4.7                | -                    | 2001-05            | 16.500                    |
| 307 1.6 HDi        | Familiare | DV6ATED4 | 1560           | 90/4000        | 215/1750      | M/5              | 1.284              | 174          | 12"8                | 5                  | 131                  | 2005-08            | 17.401                    |
| 307 1.6 HDi        | Familiare | DV6ATED4 | 1560           | 90/4000        | 215/1750      | M/5              | 1.394              | 174          | 15"1                | 5.1                | 134                  | 2005-08            | 18.801                    |
| 307 1.6 HDi        | Familiare | DV6TED4  | 1560           | 109/4000       | 240/1750      | M/5              | 1.313              | 183          | 11"5                | 5                  | 131                  | 2005-08            | 19.601                    |
| 307 1.6 HDi        | Familiare | DV6TED4  | 1560           | 109/4000       | 240/1750      | M/5              | 1.417              | 183          | 13"5                | 5                  | 131                  | 2005-08            | 20.101                    |
| 307 2.0 HDi        | Familiare | DW10A    | 1997           | 90/4000        | 205/1900      | M/5              | 1.328              | 174          | 14"4                | 5.5                | -                    | 2002-05            | 17.450                    |
| 307 2.0 HDi        | Familiare | DW10A    | 1997           | 90/4000        | 205/1900      | M/5              | 1.390              | 174          | 13"3                | 5.5                | -                    | 2002-05            | 19.940                    |
| 307 2.0 HDi        | Familiare | DW10ATED | 1997           | 107/4000       | 250/1750      | M/5              | 1.359              | 191          | 12"7                | 5.5                | -                    | 2002-05            | 20.450                    |
| 307 2.0 HDi        | Familiare | DW10ATED | 1997           | 107/4000       | 250/1750      | M/5              | 1.421              | 191          | 11"3                | 5.5                | -                    | 2002-05            | 21.390                    |
| 307 2.0 HDi 16v    | Familiare | DW10TED4 | 1997           | 136/4000       | 320/2000      | M/6              | 1.419              | 198          | 10"1                | 5.6                | 148                  | 2004-08            | 21.880                    |
| 307 2.0 HDi 16v    | Familiare | DW10TED4 | 1997           | 136/4000       | 320/2000      | M/6              | 1.500              | 197          | 12"                 | 5.6                | 148                  | 2004-08            | 22.980                    |

### Coupé-Cabriolet
| Modello               | Motore   | Cilindrata cm³ | Potenza CV/rpm | Coppia Nm/rpm | Cambio/ n° marce | Massa a vuoto (kg) | Velocità max | Acceler. 0–100 km/h | Consumo (l/100 km) | Emissioni CO2 (g/km) | Anni di produzione | Prezzo al debutto in Euro |
| Versioni a benzina    |          |                |                |               |                  |                    |              |                     |                    |                      |                    |                           |
| 307 CC 1.6 16v        | TU5JP4   | 1587           | 110/5750       | 147/4000      | M/5              | 1.438              | 191          | 12"7                | 7.6                | 178                  | 2003-09            | 22.600                    |
| 307 CC 2.0 16v        | EW10J4   | 1997           | 136/6000       | 190/4100      | M/5              | 1.457              | 207          | 10"9                | 8.2                | -                    | 2003-05            | 23.900                    |
| 307 CC 2.0 16v        | EW10A    | 1997           | 140/6000       | 200/4000      | M/5              | 1.468              | 207          | 10"9                | 8.1                | 192                  | 2005-09            | 24.551                    |
| 307 CC 2.0 16v Féline | EW10J4S  | 1997           | 177/7000       | 202/4750      | M/5              | 1.513              | 225          | 10"                 | 8.8                | 210                  | 2003-091           | 27.900                    |
| Versioni diesel       |          |                |                |               |                  |                    |              |                     |                    |                      |                    |                           |
| 307 CC 2.0 HDi 16v    | DW10TED4 | 1997           | 136/4000       | 320/2000      | M/6              | 1.578              | 208          | 11"1                | 6                  | 159                  | 2004-091           | 26.851                    |
| 1In Italia dal 2005   |          |                |                |               |                  |                    |              |                     |                    |                      |                    |                           |

## Il Rally
L'erede della fortunata 206 WRC fu la 307 WRC, basata sulla 307 CC, ma dotata di un 2 litri derivato dal 1.8 Peugeot XU7JP4 elaborato in maniera tale da erogare 300 CV a 5250 giri/min e una coppia massima di 530 Nm a 3500 g/min. Fu realizzata nel 2004 per sostituire la 206 WRC, forte di un palmarès glorioso. In realtà, la 307 WRC incontrò parecchie difficoltà nell'imporsi in ambito sportivo, e di fatto, a parte alcune vittorie, non riuscì a ripetere i fasti della 206 WRC. Marcus Grönholm con la 307 WRC vinse il Rally di Finlandia nel 2004 e nel 2005 e il Rally del Giappone lo stesso anno.